# Памятник румынским легионерам в Испании
Мемориал в Махадаонде (памятник румынским легионерам, воевавшим в Испании) — монументальный мавзолей, воздвигнутый в 1970 году в испанском городе Махадаонда во времена франкизма, рядом с каменным крестом, воздвигнутым в память о двух румынских добровольцах из Движения легионеров, Ионе Моце и Василе Марине, погибших на Гражданской войне в Испании (1936—1939) 13 января 1937 года в рядах франкистской армии. На центральной колонне написан следующий текст: Дань уважения Иону Моце и Василе Марину. Павшие за Бога, Испанию и Румынию 13. 1. 1937 г..
Эскиз памятника разработал Серхио Сифуэнтес, генеральный секретарь ассоциации «Hispano Rumana Majadahonda» и завершил архитектор Лучано Диес-Канедо. Работы по установке памятника начались 1 июля 1970 года Его силуэт состоит из двух стилизованных букв «М», представляющих инициалы двух увековеченных бойцов.
Открытие памятника состоялось 13 сентября 1970 года в присутствии лидера Движения легионеров Хории Симы. Строительство памятника финансировалось испанским франкистским правительством.
Монумент расположен рядом с Боадилья-дель-Монте-роуд, за городским кладбищем. На момент постройки памятник находился в открытом поле, но сейчас он окружен деревьями.

## Текущая ситуация
Памятник иногда исписывают антифашистскими граффити , поскольку он является символом эпохи Франко. По словам Вальтера Романа около 1200 румынских граждан сражались в гражданской войне в Испании, но лишь несколько десятков из них — на стороне франкистов, в основном участники движения легионеров, тогда как — остальные на стороне республиканцев, в составе «Интернациональной бригады Аны Паукер», будучи в основном коммунистами, социалистами, профсоюзными деятелями или евреями. В 2010 году во время интервью посол Румынии в Испании Мария Лигор на вопрос, заботится ли Румыния о сохранении монумента в Махадаонде, ответила, что «памятник в Махадаонде связан с периодом в истории Испании, который вызывает много споров. Действующее в Испании законодательство очень строго регулирует способ поминовения в публичном пространстве тех, кто принадлежал к тому или иному лагерю, участвовавшему в гражданской войне в Испании.»
В Румынии единственным местом, где поминали этих двоих, является монастырь Петру Водэ, настоятелем которого был легионер Юстин Парву, скончавшийся 16 июня 2013 года .
Представители Испанской социалистической рабочей партии, а также движений Somos Majadahonda (Мы — Махадаонда) и Izquierda Unida (Объединённые левые), которые входят в состав местного совета мэрии Махадаонды, ходатайствовали о применении к памятнику Закона об исторической памяти (Ley de la Memoria Historica) 2007 года, требующего сноса всех памятников и символов, напоминающих генерала Франсиско Франко. В 2015 году местный совет проголосовал за снос памятника, воздвигнутого в память о легионерах Ионеле Моца и Василе Марине.